# 斯奈德 (紐約州)
斯奈德（英語：Snyder）是位於美國紐約州伊利縣的非建制地區。

## 歷史
斯奈德的郵局自1882年營運至今。

## 地理
斯奈德所處的海拔為高於海平面205米（即673英呎），而該地所採用的時區為UTC-5，即北美东部时区（EST）。同時該地設有夏令時間，為UTC-5調快一小時，即UTC-4（EDT）。